# Виштет
Виштет (њем. Wistedt) општина је у њемачкој савезној држави Доња Саксонија. Једно је од 42 општинска средишта округа Харбург. Према процјени из 2010. у општини је живјело 1.703 становника. Посједује регионалну шифру (AGS) 3353041.

## Географски и демографски подаци
Виштет се налази у савезној држави Доња Саксонија у округу Харбург. Општина се налази на надморској висини од 45 метара. Површина општине износи 18,5 km². У самом мјесту је, према процјени из 2010. године, живјело 1.703 становника. Просјечна густина становништва износи 92 становника/km².